# Tilburg Oost
Tilburg Oost is een stadsdeel van Tilburg, in de Nederlandse provincie Noord-Brabant. De wijk omvat de buurten die ten oosten van het Wilhelminakanaal liggen en dateren van voor de annexatie van Berkel-Enschot en Udenhout door de gemeente Tilburg.
Tilburg Oost telt relatief weinig inwoners en bestaat voor een groot deel uit bedrijventerreinen. Er wonen ongeveer 744 mensen in het stadsdeel, volgens de cijfers van het CBS (2019).
Tilburg Oost omvat de volgende buurten:
- Industrieterrein-Oost
- Loven
- Bosscheweg
- Moerenburg